# مشرفة عسعس
مشرفة عسعس، قرية تقع في محافظة عفيف، والتابعة لمنطقة الرياض في السعودية. تقع إلى الشمال من محافظة عفيف التي تتبعها إدارياً وتبعد عنها بحوالي 80 كيلومتر وتقع إلى الجنوب الغربي من منطقة القصيم على بعد حوالي 18 كيلومتر من مركز ضرية التابع لمنطقة القصيم.

تم انشائها منذ عام 1401 هـ وهي الآن بلدة زاهرة تنمو نمواً كبيرا وتميز هذه البلدة بموقعها عن جاراتها حيث انها تقع في سهل منبسط وتنال نصيباً وافراً من الأمطار.
ومشرفة عسعس تقع بجوار جبل عسعس الشهير الذي ورد ذكره في كثير من الكتب والمعاجم الأدبية مثل معجم البلدان لياقوت الحموي كما ورد ذكره في الكثير من قصائد الشعراء مثل أمرؤ القيس حيث يقول.
وتقع البلدة في الجهة الجنوبية الشرقية من الجبل كما أنها تقع إلى الجنوب من هضاب الشلالات المشهورة بجمال تضاريسها وتكويناتها، يعتبر جبل عسعس المشهور من أكبر الجبال علوٍاً في منطقـة نجد إلا أن اللافت للانتباه هو ماتتميز به تلك القرية الريفيـة من روعة الأجواء في بداية الشتاء واكتساب هضابها اللون الأحمر الفاتح مما يعطي انطباعاً للمرء باستحالة تكرار هذا المنظر مرةٍ أخرى والبلدة تضم عدداً من المزارع والآبار الجوفية وان كانت ليست بتلك الكثرة كما أن طعم مياهها يختلف باختلاف أماكن الآبار تلك وأكثر  ماتتم زراعته هناك النخيل وبعض الخضروات الموسمية والاعلاف الحيوانية. وتتميز البلدة بطقسها الجميل الذي تكثر فيه البرودة خصوصاً في فترة الليل. يتراوح عدد سكانها حوالي 500 فرد.